# Bhargain
Bhargain es un pueblo y nagar Panchayat situado en el distrito de Kanshiram Nagar en el estado de Uttar Pradesh (India). Su población es de 21891 habitantes (2011). 

## Demografía
Según el censo de 2011 la población de Bhargain era de 21891 habitantes, de los cuales 11222 eran hombres y 10669 eran mujeres. Bhargain tiene una tasa media de alfabetización del 52,59%, inferior a la media estatal del 67,68%: la alfabetización masculina es del 65,28%, y la alfabetización femenina del 39,56%.